# فاتسواف فالديمار ميشالسكي
فاتسواف فالديمار ميشالسكي (بالبولندية: Wacław Waldemar Michalski)‏ هو مترجم بولندي، ولد في 27 سبتمبر 1938 في فولوديمير-فولينسكيي في أوكرانيا.